# Camjac
Camjac est une commune française, située dans le département de l'Aveyron en région Occitanie.
Le patrimoine architectural de la commune comprend un immeuble protégé au titre des monuments historiques : le château du Bosc, inscrit en 1991.

## Géographie

### Localisation et communes limitrophes
La commune de Camjac se trouve au centre-ouest  du département de l'Aveyron, dans la petite région agricole du Ségala.
Elle se situe à 34 km par la route de Rodez, préfecture du département, à 55 km de Villefranche-de-Rouergue, sous-préfecture, et à 14 km de Baraqueville, bureau centralisateur du canton de Ceor-Ségala dont dépend la commune depuis 2015. La commune fait en outre partie du bassin de vie de Naucelle.
Les communes les plus proches sont, : 
Centrès (3,1 km), Naucelle (3,5 km), Tauriac-de-Naucelle (4,5 km), Quins (5,7 km), Cabanès (5,8 km), Saint-Just-sur-Viaur (6,4 km), Meljac (6,5 km), Sauveterre-de-Rouergue (6,6 km), Camboulazet (7,3 km).
Camjac se trouve à quelques kilomètres au sud-est de Naucelle. Outre le village-centre, la commune comprend des hameaux dont les principaux sont La Croix Rouge (mairie), Le Fraysse, Frons et Le Bosc (château).

### Hydrographie

#### Réseau hydrographique

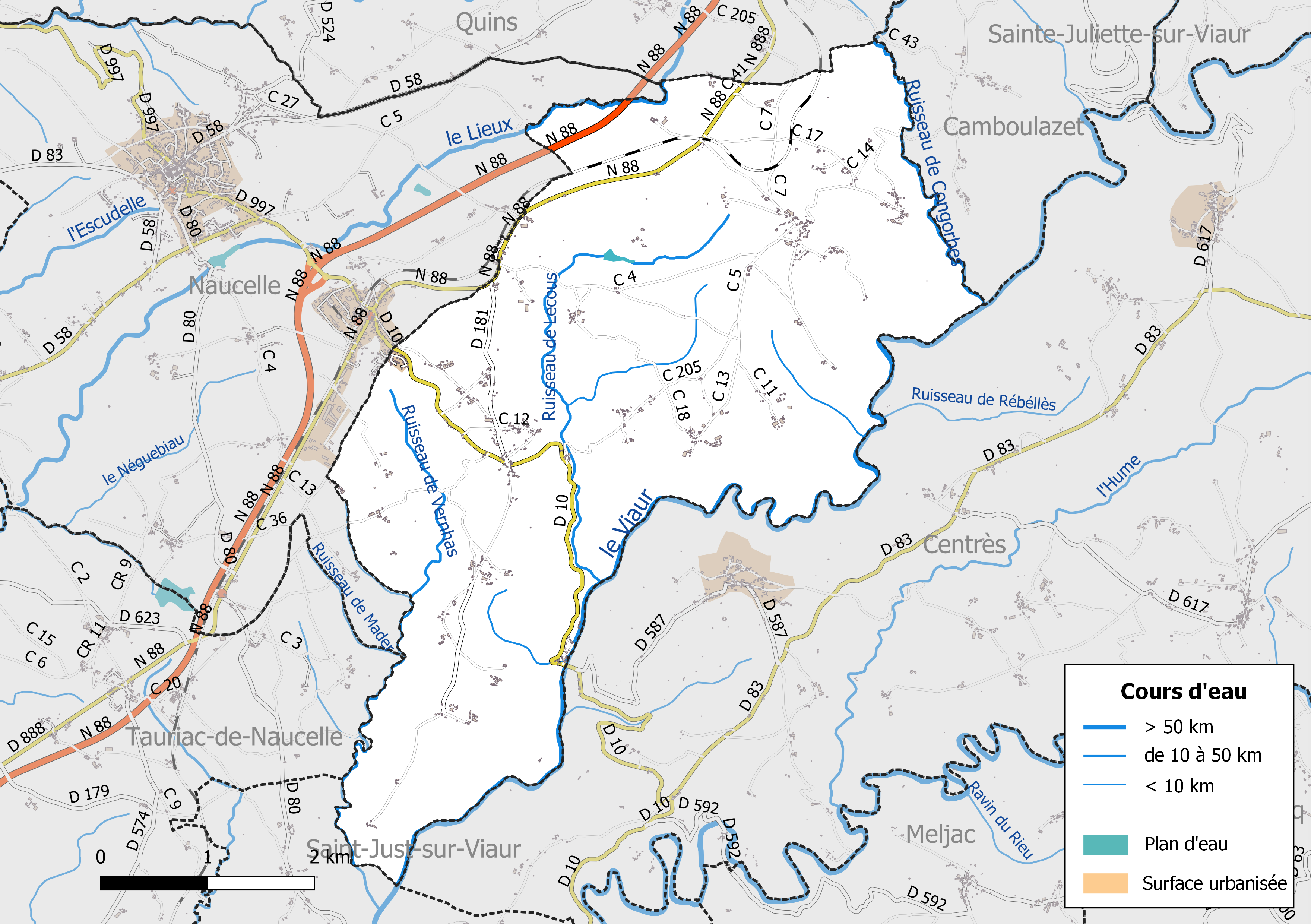
Réseaux hydrographique et routier de Camjac.

La commune est drainée par le Viaur, le Lieux, le Ruisseau de Congorbes, le ruisseau de Lecous, le ruisseau de Vernhas et par divers petits cours d'eau.
Le Viaur prend sa source à 1 086 m d’altitude dans la région naturelle du Lévézou qui présente un relief vallonné, dans la commune de Vézins-de-Lévézou pour confluer, après avoir parcouru environ 168 km, avec l'Aveyron à 146 m d’altitude en limite de Laguépie (Tarn-et-Garonne) et Saint-Martin-Laguépie (Tarn), après avoir arrosé 30 communes.
Le Lieux, d'une longueur totale de 25,3 km, prend sa source dans la commune de Quins et se jette  dans le Viaur à Crespin, après avoir arrosé 7 communes.
Le Ruisseau de Congorbes, d'une longueur totale de 11,3 km, prend sa source dans la commune de Baraqueville et se jette  dans le Viaur à Centrès, après avoir arrosé 5 communes.

#### Gestion des cours d'eau
Afin d’atteindre le bon état des eaux imposé par la Directive-cadre sur l'eau du 23 octobre 2000, plusieurs outils de gestion intégrée s’articulent à différentes échelles pour définir et mettre en œuvre un programme d’actions de réhabilitation et de gestion des milieux aquatiques : le SDAGE (Schéma directeur d'aménagement et de gestion des eaux), à l’échelle du bassin hydrographique, et le SAGE (Schéma d'aménagement et de gestion des eaux), à l’échelle locale. Ce dernier fixe les objectifs généraux d’utilisation, de mise en valeur et de protection quantitative et qualitative des ressources en eau superficielle et souterraine. Trois SAGE sont mis en oeuvre dans le département de l'Aveyron.
La commune fait partie du SAGE du bassin versant du Viaur, approuvé le 28 mars 2018, au sein du SDAGE Adour-Garonne. Le périmètre de ce SAGE couvre 89 communes, sur trois départements (Aveyron, Tarn et Tarn-et-Garonne),. Le pilotage et l’animation du SAGE sont assurés par l’établissement public d'aménagement et de gestion des eaux (EPAGE) du bassin du Viaur, une structure qui regroupe les établissements publics de coopération intercommunale à fiscalité propre (EPCI-FP) dont le territoire est inclus (en totalité ou partiellement) dans le bassin hydrographique du Viaur et les structures gestionnaires de l’alimentation en eau potable des populations et qui disposent d’une ressource sur le bassin versant du Viaur. Il correspond à l’ancien syndicat mixte du Bassin versant du Viaur,.

### Climat
Pour des articles plus généraux, voir Climat de l'Occitanie et Climat de l'Aveyron.
En 2010, le climat de la commune est de type climat océanique altéré, selon une étude s'appuyant sur une série de données couvrant la période 1971-2000. En 2020, Météo-France publie une typologie des climats de la France métropolitaine dans laquelle la commune est dans une zone de transition entre le climat océanique altéré et le climat de montagne et est dans la région climatique Sud-est du Massif Central, caractérisée par une pluviométrie annuelle de 1 000 à 1 500 mm, minimale en été, maximale en automne.
Pour la période 1971-2000, la température annuelle moyenne est de 11,2 °C, avec une amplitude thermique annuelle de 15,6 °C. Le cumul annuel moyen de précipitations est de 1 007 mm, avec 11,5 jours de précipitations en janvier et 6,8 jours en juillet. Pour la période 1991-2020, la température moyenne annuelle observée sur la station météorologique la plus proche, située sur la commune de Tanus à 10 km à vol d'oiseau, est de 12,1 °C et le cumul annuel moyen de précipitations est de 866,6 mm,. Pour l'avenir, les paramètres climatiques de la commune estimés pour 2050 selon différents scénarios d'émission de gaz à effet de serre sont consultables sur un site dédié publié par Météo-France en novembre 2022.

### Milieux naturels et biodiversité

#### Sites Natura 2000

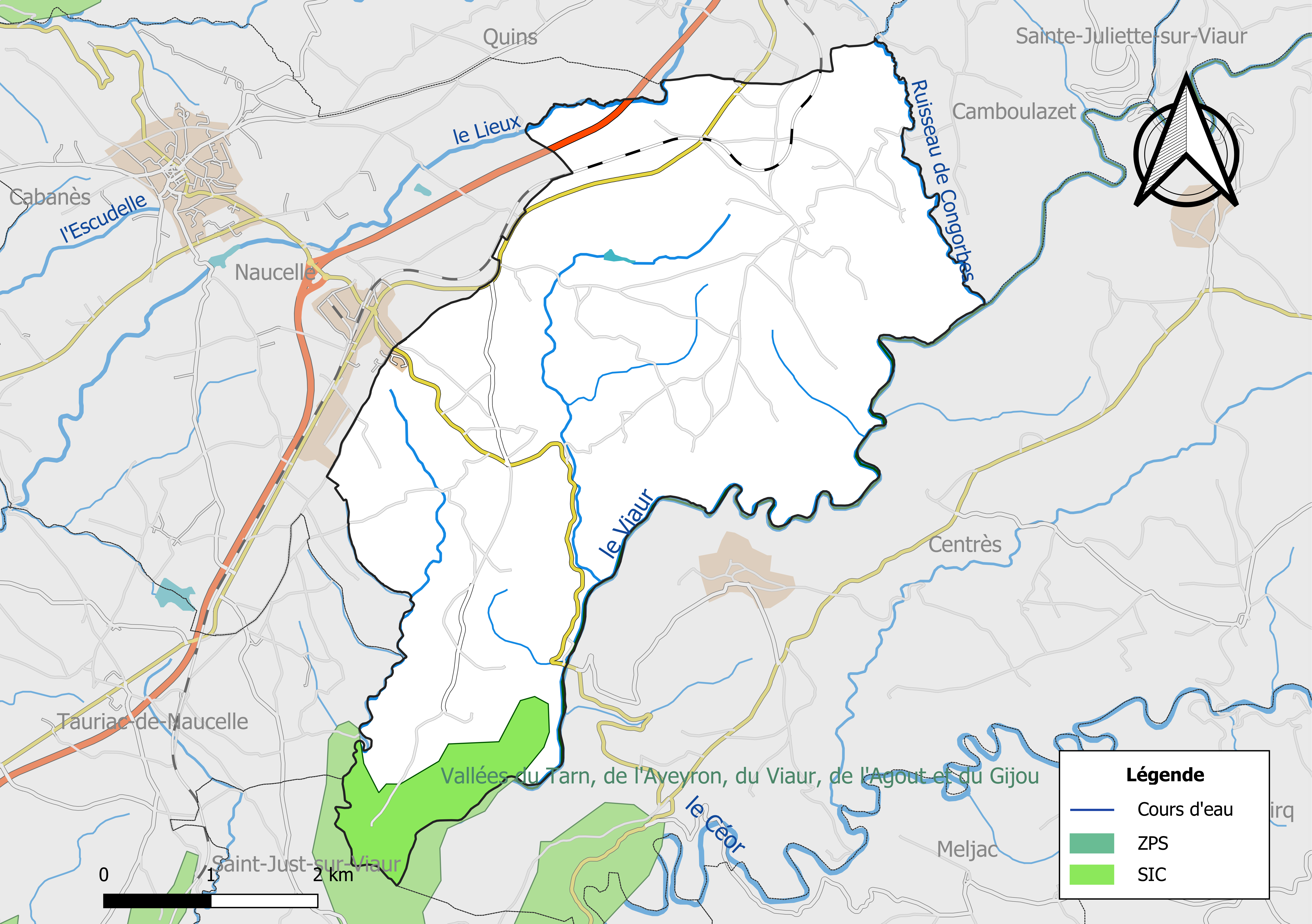
Sites Natura 2000 sur le territoire communal.

Le réseau Natura 2000 est un réseau écologique européen de sites naturels d’intérêt écologique élaboré à partir des Directives « Habitats » et « Oiseaux ». Ce réseau est constitué de Zones spéciales de conservation (ZSC) et de Zones de protection spéciale (ZPS). Dans les zones de ce réseau, les États Membres s'engagent à maintenir dans un état de conservation favorable les types d'habitats et d'espèces concernés, par le biais de mesures réglementaires, administratives ou contractuelles.
Un site Natura 2000 a été défini sur la commune au titre de la « directive Habitats ».
Les « Vallées du Tarn, de l'Aveyron, du Viaur, de l'Agout et du Gijou », d'une superficie de 17 144 ha, s'étendent sur 136 communes dont 41 dans l'Aveyron, 8 en Haute-Garonne, 50 dans le Tarn et 37 dans le Tarn-et-Garonne. Elles présentent une très grande diversité d'habitats et d'espèces dans ce vaste réseau de cours d'eau et de gorges. La présence de la Loutre d'Europe et de la moule perlière d'eau douce est également d'un intérêt majeur.

#### Zones naturelles d'intérêt écologique, faunistique et floristique
L’inventaire des zones naturelles d'intérêt écologique, faunistique et floristique (ZNIEFF) a pour objectif de réaliser une couverture des zones les plus intéressantes sur le plan écologique, essentiellement dans la perspective d’améliorer la connaissance du patrimoine naturel national et de fournir aux différents décideurs un outil d’aide à la prise en compte de l’environnement dans l’aménagement du territoire.
Le territoire communal de Camjac comprend deux ZNIEFF de type 1,, 
les « Pentes du Viaur à Centrès » (1 148 ha)
et la « Rivière du Viaur » (697,7 ha)
et une ZNIEFF de type 2,, 
la « Vallée du Viaur et ses affluents » (27 587 ha), qui s'étend sur 73 communes dont 61 aveyronnaises, 9 dans le Tarn et 3 en Tarn-et-Garonne.

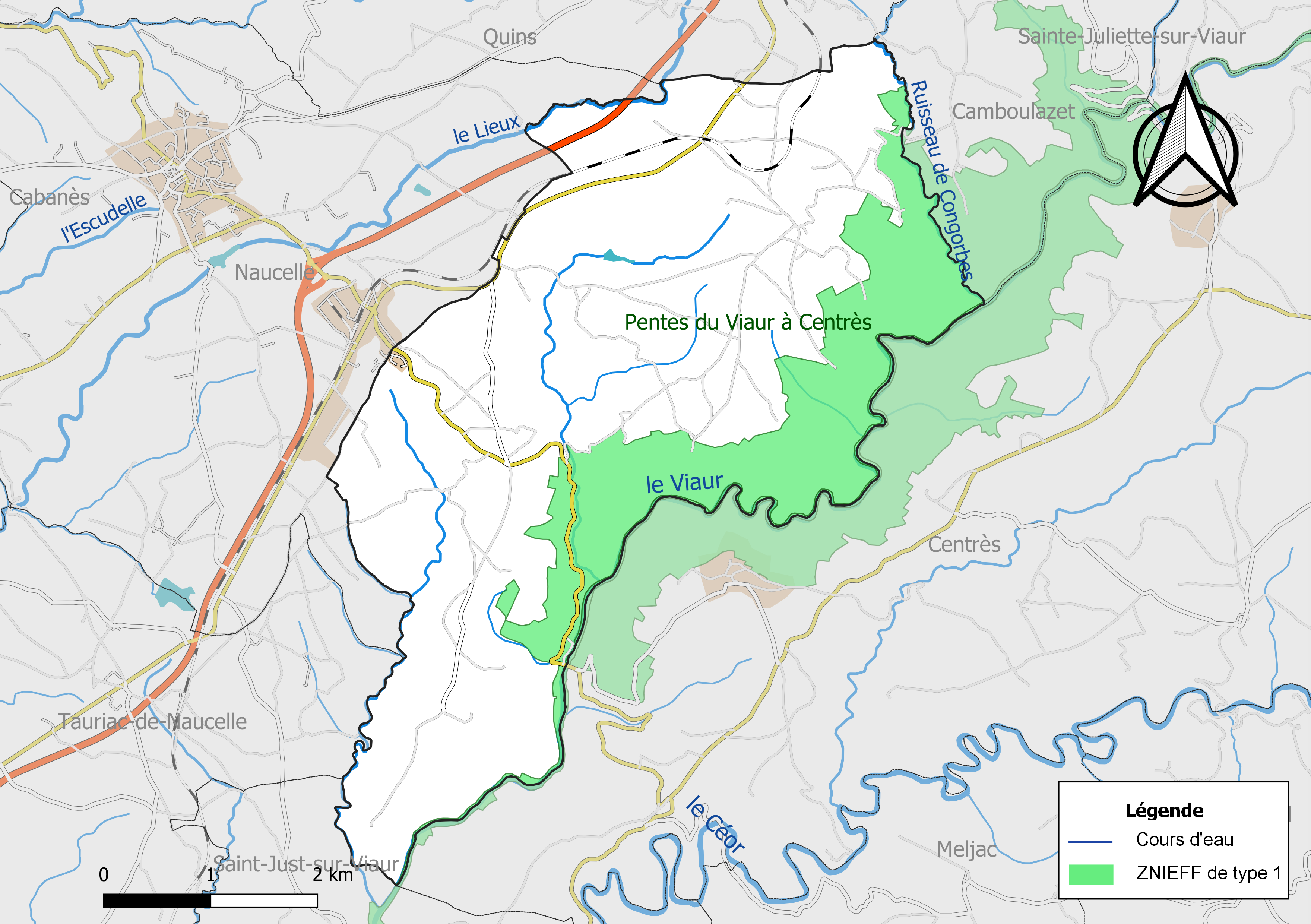
Carte des ZNIEFF de type 1 de la commune.
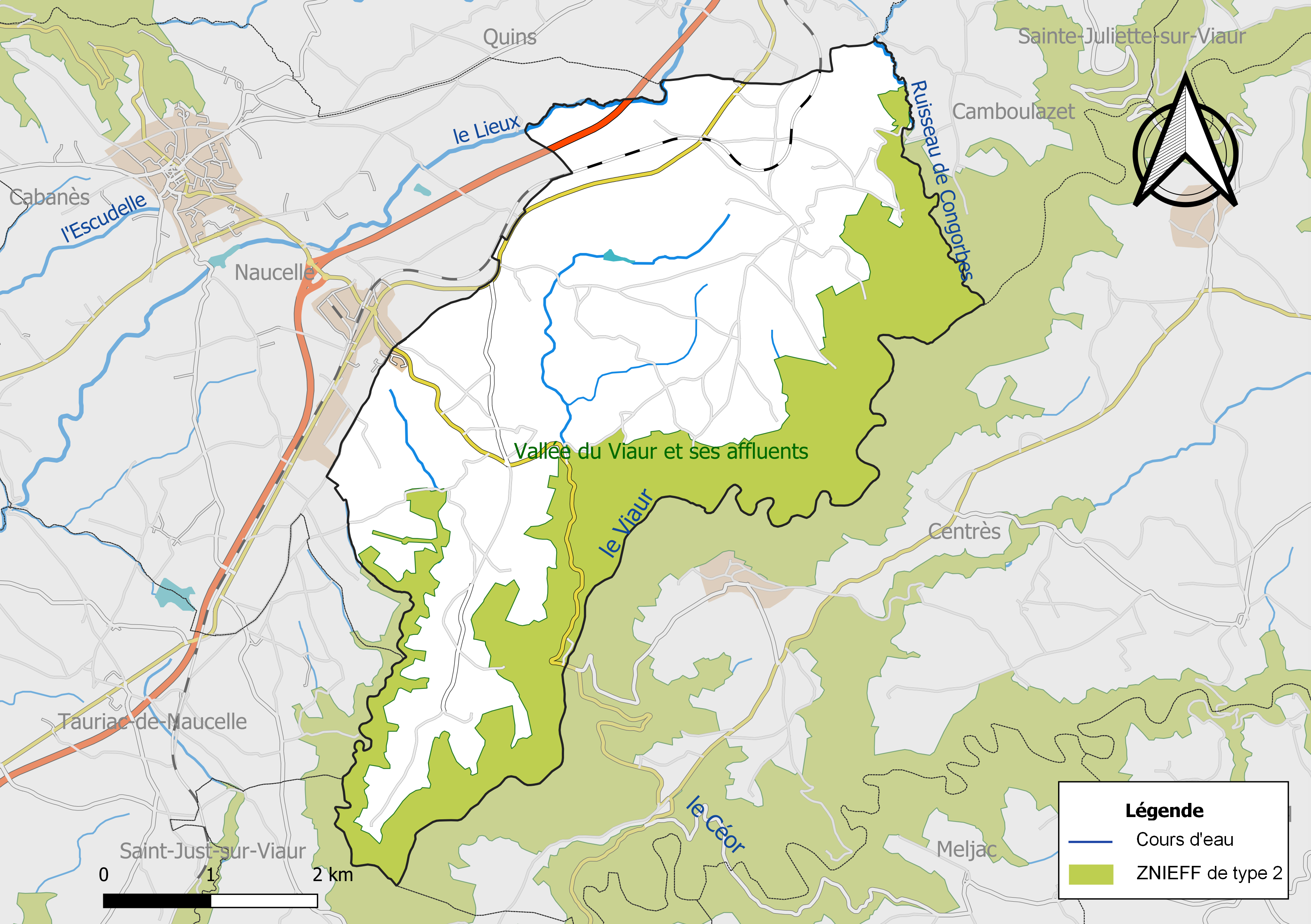
Carte de la ZNIEFF de type 2 de la commune.

## Urbanisme

### Typologie
Au 1er janvier 2024, Camjac est catégorisée commune rurale à habitat très dispersé, selon la nouvelle grille communale de densité à 7 niveaux définie par l'Insee en 2022.
Elle est située hors unité urbaine. Par ailleurs la commune fait partie de l'aire d'attraction de Rodez, dont elle est une commune de la couronne,. Cette aire, qui regroupe 68 communes, est catégorisée dans les aires de 50 000 à moins de 200 000 habitants,.

### Occupation des sols

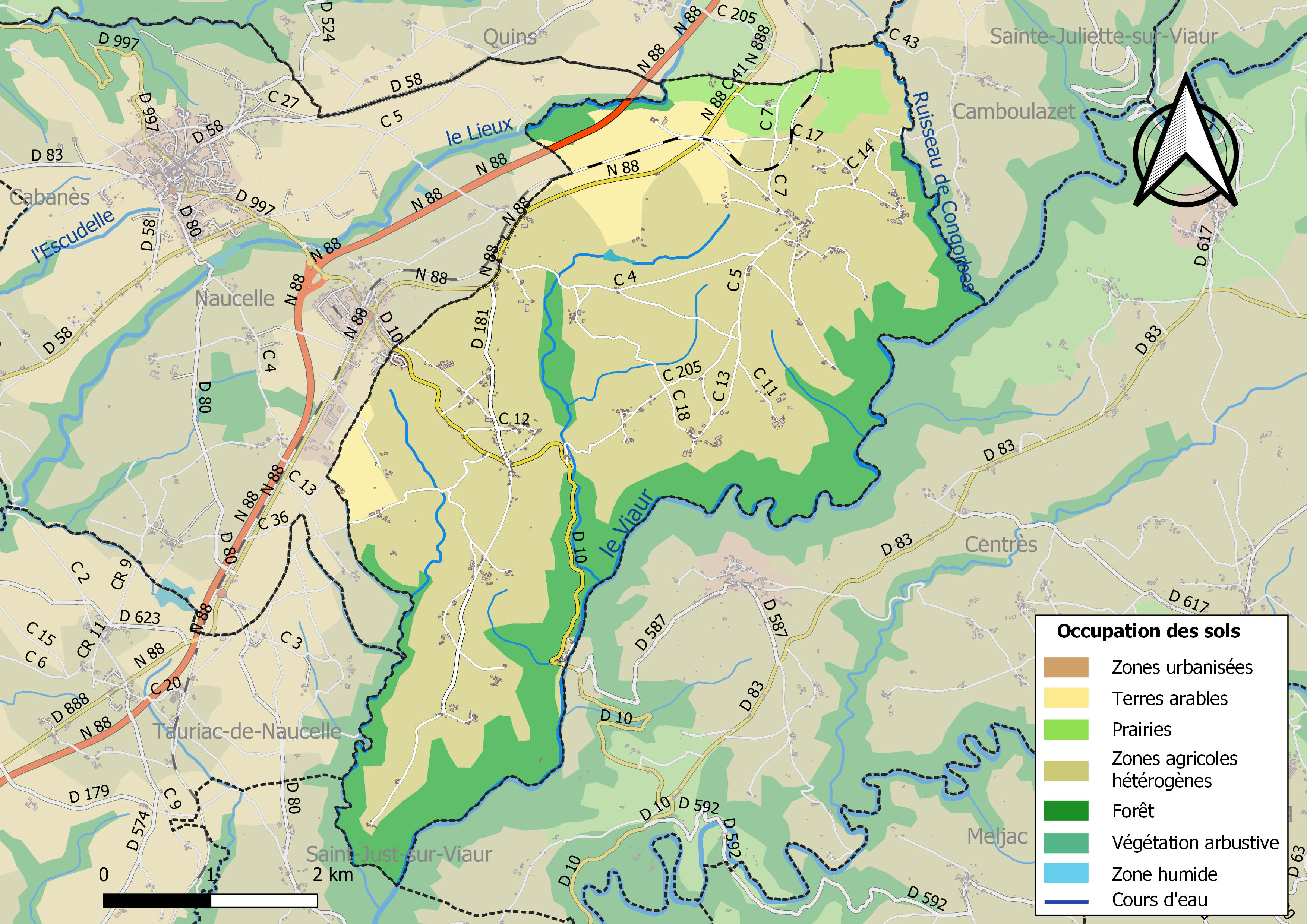
Infrastructures et occupation des sols de la commune de Camjac.

L'occupation des sols de la commune, telle qu'elle ressort de la base de données européenne d’occupation biophysique des sols Corine Land Cover (CLC), est marquée par l'importance des territoires agricoles (76,7 % en 2018), une proportion sensiblement équivalente à celle de 1990 (76,4 %). La répartition détaillée en 2018 est la suivante : 
zones agricoles hétérogènes (65,5 %), forêts (23,2 %), terres arables (7,7 %), prairies (3,5 %), zones urbanisées (0,2 %).

### Planification
La loi SRU du 13 décembre 2000 a incité fortement les communes à se regrouper au sein d’un établissement public, pour déterminer les partis d’aménagement de l’espace au sein d’un SCoT, un document essentiel d’orientation stratégique des politiques publiques à une grande échelle. La commune est dans le territoire du SCoT du Centre Ouest Aveyron  approuvé en février 2020. La structure porteuse est le Pôle d'équilibre territorial et rural Centre Ouest Aveyron, qui associe neuf EPCI, notamment la communauté de communes Pays Ségali, dont la commune est membre.
La commune disposait en 2017 d'un plan local d'urbanisme approuvé. Le zonage réglementaire et le règlement associé peuvent être consultés sur le Géoportail de l'urbanisme.

### Risques majeurs
Le territoire de la commune de Camjac est vulnérable à différents aléas naturels : climatiques (hiver exceptionnel ou canicule), feux de forêts et séisme (sismicité très faible).
Il est également exposé à deux risques technologiques, le transport de matières dangereuses et la rupture d'un barrage, et à un risque particulier, le risque radon,.

#### Risques naturels
Le Plan départemental de protection des forêts contre les incendies découpe le département de l’Aveyron en sept « bassins de risque » et définit une sensibilité des communes à l’aléa feux de forêt (de faible à très forte). La commune est classée en sensibilité faible.
Les mouvements de terrains susceptibles de se produire sur la commune sont liés au retrait-gonflement des argiles, conséquence d'un changement d'humidité des sols argileux. Les argiles sont capables de fixer l'eau disponible mais aussi de la perdre en se rétractant en cas de sécheresse. Ce phénomène peut provoquer des dégâts très importants sur les constructions (fissures, déformations des ouvertures) pouvant rendre inhabitables certains locaux. La carte de zonage de cet aléa peut être consultée sur le site de l'observatoire national des risques naturels Georisques.

#### Risques technologiques
Le risque de transport de matières dangereuses sur la commune est lié à sa traversée par une route à fort trafic et une ligne de chemin de fer. Un accident se produisant sur de telles infrastructures est en effet susceptible d’avoir des effets graves au bâti ou aux personnes jusqu’à 350 m, selon la nature du matériau transporté. Des dispositions d’urbanisme peuvent être préconisées en conséquence.
Dans le département de l'Aveyron on dénombre huit grands barrages susceptibles d’occasionner des dégâts en cas de rupture. La commune fait partie des 64 communes susceptibles d’être touchées par l’onde de submersion consécutive à la rupture d’un de ces barrages.

#### Risque particulier
Dans plusieurs parties du territoire national, le radon, accumulé dans certains logements ou autres locaux, peut constituer une source significative d’exposition de la population aux rayonnements ionisants. Toutes les communes du département sont concernées par le risque radon à un niveau plus ou moins élevé. La commune de Camjac est classée à risque moyen à élevé.

## Politique et administration

### Découpage territorial
La commune de Camjac est membre de la communauté de communes Pays Ségali, un établissement public de coopération intercommunale (EPCI) à fiscalité propre créé le 1er janvier 2017 dont le siège est à Baraqueville. Ce dernier est par ailleurs membre d'autres groupements intercommunaux.
Sur le plan administratif, elle est rattachée à l'arrondissement de Villefranche-de-Rouergue, au département de l'Aveyron et à la région Occitanie. Sur le plan électoral, elle dépend du  canton de Ceor-Ségala pour l'élection des conseillers départementaux, depuis le redécoupage cantonal de 2014 entré en vigueur en 2015, et de la deuxième circonscription de l'Aveyron  pour les élections législatives, depuis le dernier découpage électoral de 2010.

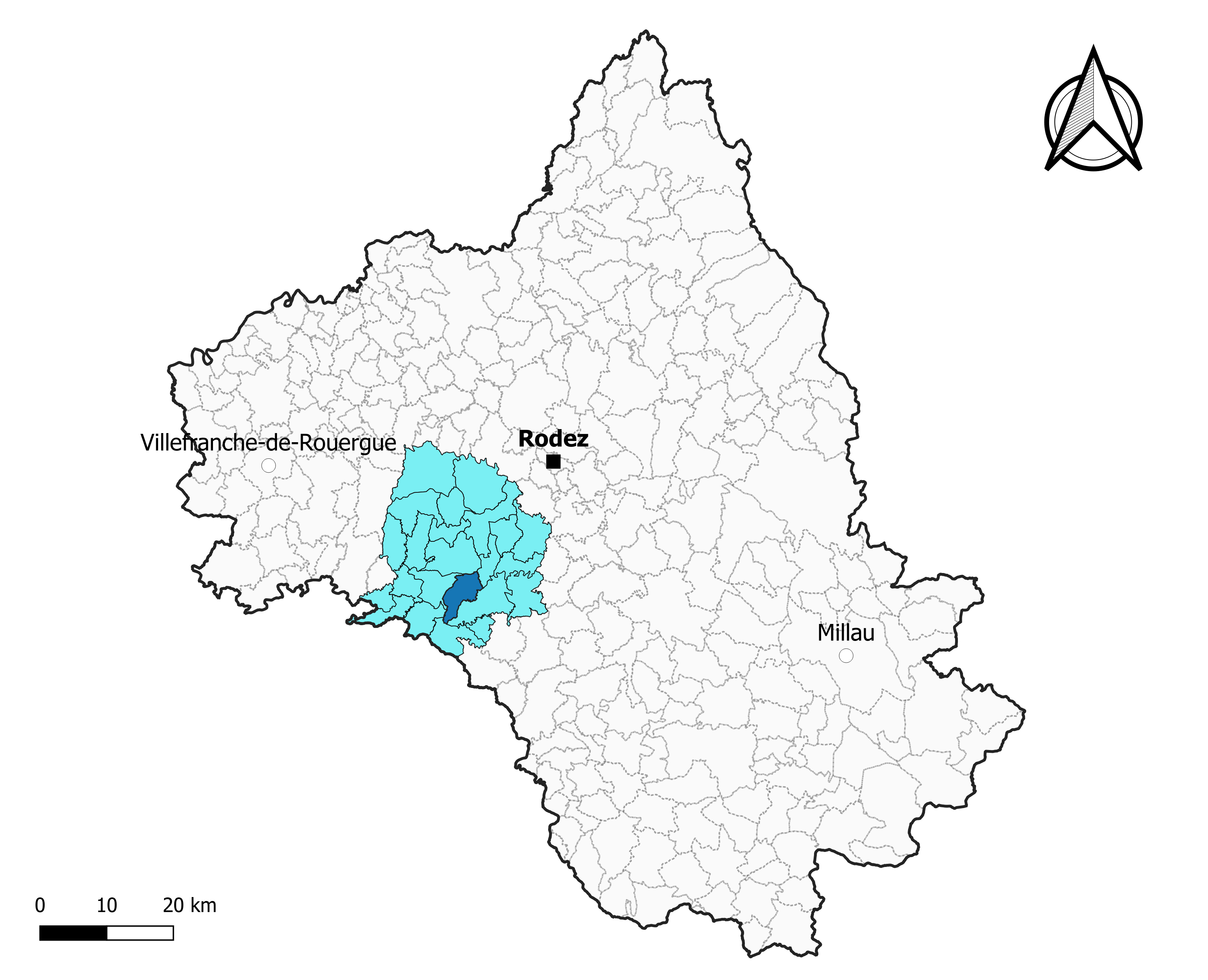
Camjac dans l'intercommunalité en 2020.
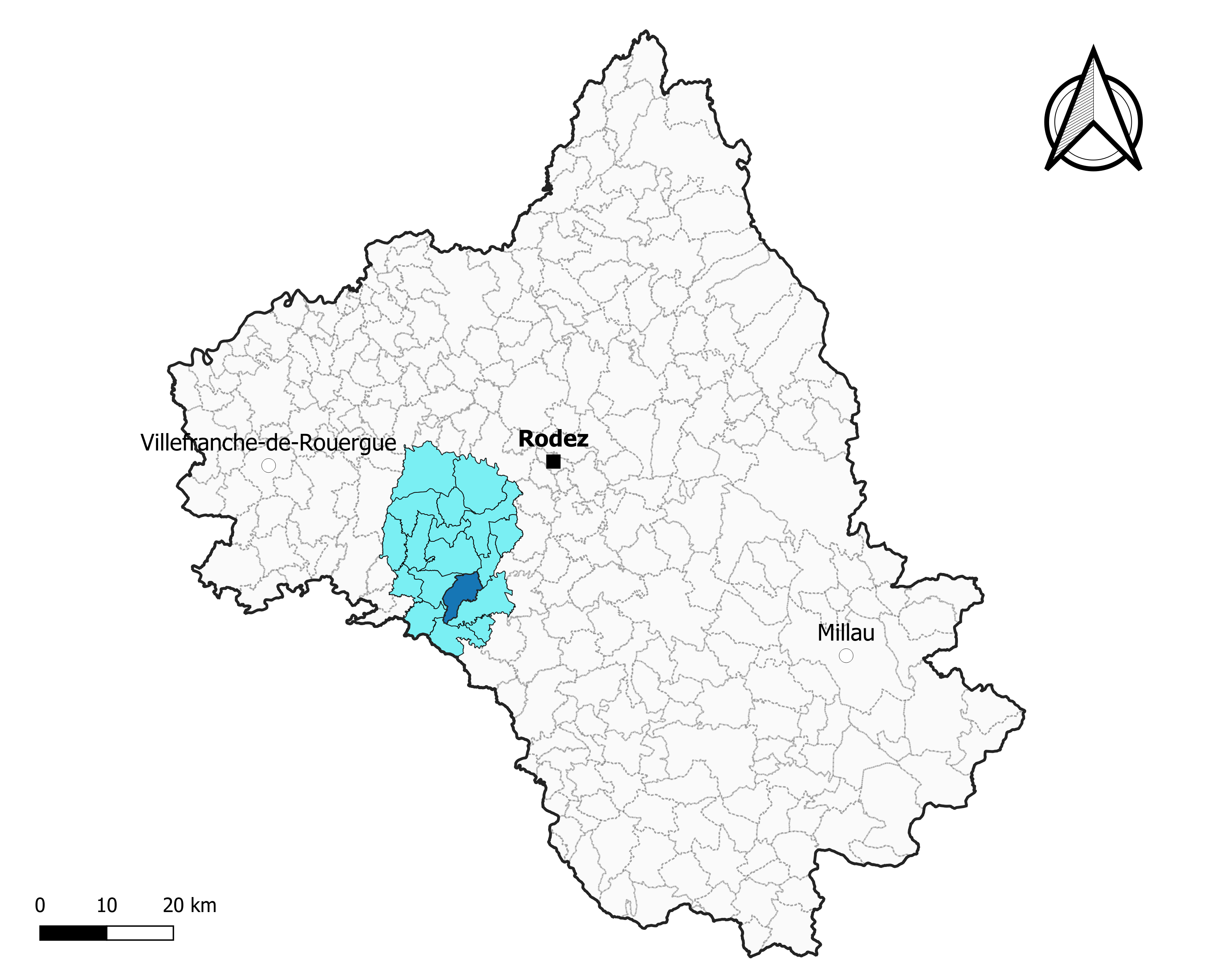
Camjac dans le canton de Ceor-Ségala en 2020.
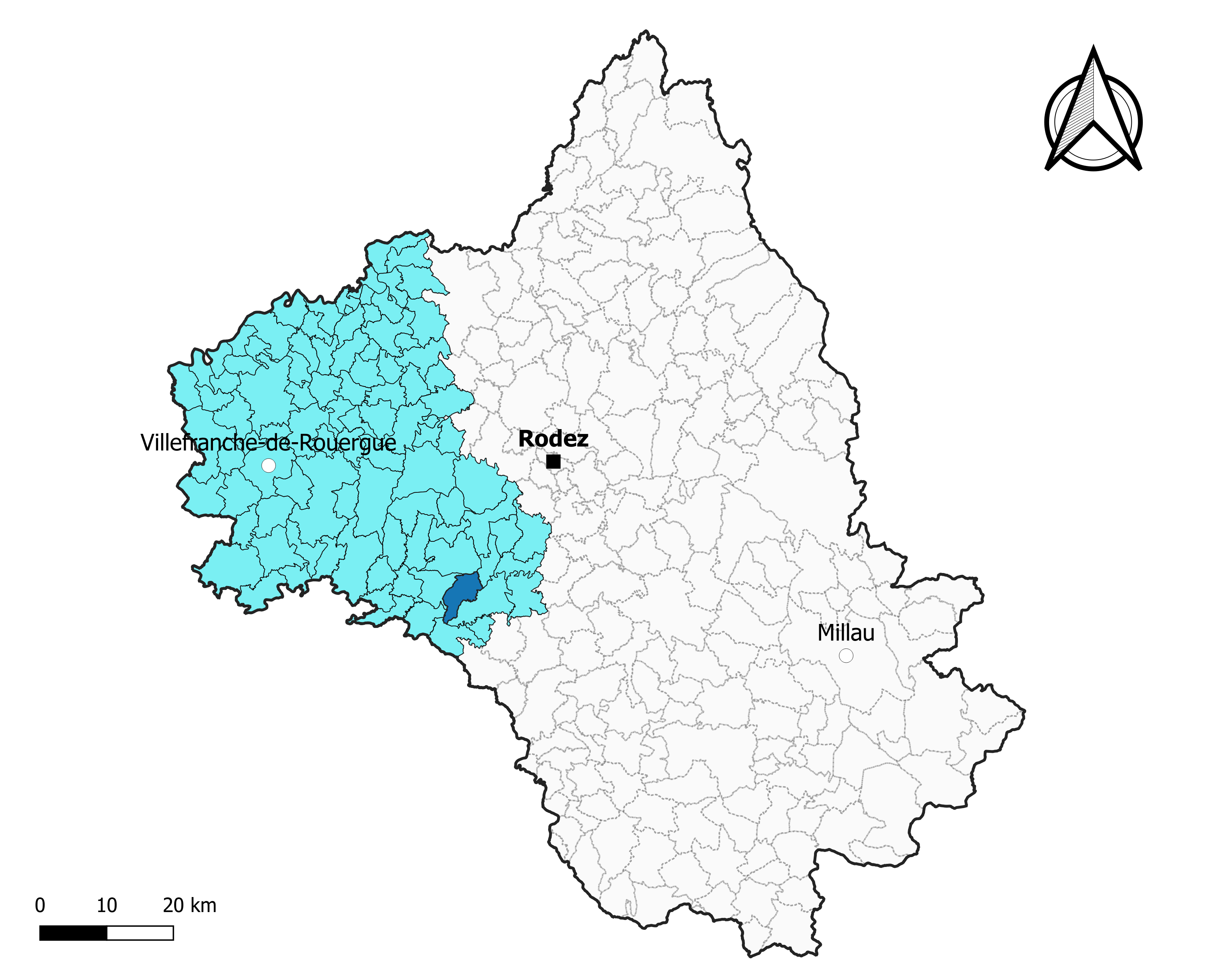
Camjac dans l'arrondissement de Villefranche-de-Rouergue en 2020.

### Élections municipales et communautaires

#### Élections de 2020
Le conseil municipal de Camjac, commune de moins de 1 000 habitants, est élu au scrutin majoritaire plurinominal à deux tours avec candidatures isolées ou groupées et possibilité de panachage. Compte tenu de la population communale, le nombre de sièges à pourvoir lors des élections municipales de 2020 est de 15. Sur les vingt candidats en lice, quinze sont élus dès le premier tour, le 15 mars 2020, correspondant à la totalité des sièges à pourvoir, avec un taux de participation de 48,05 %.
Gabriel Espie, maire sortant, est réélu pour un nouveau mandat le 23 mai 2020.
Dans les communes de moins de 1 000 habitants, les conseillers communautaires sont désignés parmi les conseillers municipaux élus en suivant l’ordre du tableau (maire, adjoints puis conseillers municipaux) et dans la limite du nombre de sièges attribués à la commune au sein du conseil communautaire. Deux sièges sont attribués à la commune au sein de la communauté de communes Pays Ségali.

#### Liste des maires
| Période                                  | Période      | Identité            | Étiquette | Qualité      |
| ---------------------------------------- | ------------ | ------------------- | --------- | ------------ |
| Les données manquantes sont à compléter. |              |                     |           |              |
| mars 2001                                | janvier 2006 | Raoul Grezes-Besset |           |              |
| janvier 2006                             | mars 2014    | Jean-Louis Julia    |           |              |
| mars 2014                                | En cours     | Gabriel Espie,      |           | Ancien cadre |

## Démographie
L'évolution du nombre d'habitants est connue à travers les recensements de la population effectués dans la commune depuis 1793. Pour les communes de moins de 10 000 habitants, une enquête de recensement portant sur toute la population est réalisée tous les cinq ans, les populations de référence des années intermédiaires étant quant à elles estimées par interpolation ou extrapolation. Pour la commune, le premier recensement exhaustif entrant dans le cadre du nouveau dispositif a été réalisé en 2006.

En 2022, la commune comptait 575 habitants, en évolution de +0,52 % par rapport à 2016 (Aveyron : +0,37 %, France hors Mayotte : +2,11 %).
| 1793 | 1800 | 1831 | 1836 | 1841 | 1846  | 1851  | 1856  | 1861  |
| ---- | ---- | ---- | ---- | ---- | ----- | ----- | ----- | ----- |
| 463  | 312  | 934  | 918  | 989  | 1 080 | 1 117 | 1 029 | 1 054 |

| 1866  | 1872  | 1876  | 1881  | 1886  | 1891  | 1896  | 1901  | 1906  |
| ----- | ----- | ----- | ----- | ----- | ----- | ----- | ----- | ----- |
| 1 100 | 1 054 | 1 102 | 1 177 | 1 190 | 1 115 | 1 226 | 1 087 | 1 055 |

| 1911  | 1921 | 1926 | 1931 | 1936 | 1946 | 1954 | 1962 | 1968 |
| ----- | ---- | ---- | ---- | ---- | ---- | ---- | ---- | ---- |
| 1 012 | 913  | 895  | 877  | 890  | 842  | 815  | 792  | 713  |

| 1975 | 1982 | 1990 | 1999 | 2006 | 2011 | 2016 | 2021 | 2022 |
| ---- | ---- | ---- | ---- | ---- | ---- | ---- | ---- | ---- |
| 649  | 601  | 596  | 554  | 536  | 566  | 572  | 575  | 575  |

## Économie

### Revenus
En 2018  (données Insee publiées en septembre 2021), la commune compte 251 ménages fiscaux, regroupant 539 personnes. La médiane du revenu disponible par unité de consommation est de 21 130 € (20 640 € dans le département).

### Emploi
| Division       | 2008  | 2013  | 2018  |
| -------------- | ----- | ----- | ----- |
| Commune        | 1,2 % | 3,4 % | 5,4 % |
| Département    | 5,4 % | 7,1 % | 7,1 % |
| France entière | 8,3 % | 10 %  | 10 %  |

En 2018, la population âgée de 15 à 64 ans s'élève à 332 personnes, parmi lesquelles on compte 78,5 % d'actifs (73,1 % ayant un emploi et 5,4 % de chômeurs) et 21,5 % d'inactifs,. Depuis 2008, le taux de chômage communal (au sens du recensement) des 15-64 ans est inférieur à celui de la France et du département.
La commune fait partie de la couronne de l'aire d'attraction de Rodez, du fait qu'au moins 15 % des actifs travaillent dans le pôle,. Elle compte 76 emplois en 2018, contre 72 en 2013 et 75 en 2008. Le nombre d'actifs ayant un emploi résidant dans la commune est de 246, soit un indicateur de concentration d'emploi de 30,8 % et un taux d'activité parmi les 15 ans ou plus de 54,4 %.
Sur ces 246 actifs de 15 ans ou plus ayant un emploi, 66 travaillent dans la commune, soit 27 % des habitants. Pour se rendre au travail, 82,5 % des habitants utilisent un véhicule personnel ou de fonction à quatre roues, 0,8 % les transports en commun, 5,3 % s'y rendent en deux-roues, à vélo ou à pied et 11,4 % n'ont pas besoin de transport (travail au domicile).

### Activités hors agriculture
31 établissements sont implantés  à Camjac au 31 décembre 2019. Le tableau ci-dessous en détaille le nombre par secteur d'activité et compare les ratios avec ceux du département,.
| Secteur d'activité                                                                                        | Commune | Commune | Département |
| Secteur d'activité                                                                                        | Nombre  | %       | %           |
| --- | ------- | ------- | ----------- |
| Ensemble                                                                                                  | 31      |         |             |
| Industrie manufacturière, industries extractives et autres                                                | 11      | 35,5 %  | (17,7 %)    |
| Construction                                                                                              | 6       | 19,4 %  | (13 %)      |
| Commerce de gros et de détail, transports, hébergement et restauration                                    | 2       | 6,5 %   | (27,5 %)    |
| Information et communication                                                                              | 2       | 6,5 %   | (1,5 %)     |
| Activités immobilières                                                                                    | 3       | 9,7 %   | (4,2 %)     |
| Activités spécialisées, scientifiques et techniques et activités de services administratifs et de soutien | 6       | 19,4 %  | (12,4 %)    |
| Autres activités de services                                                                              | 1       | 3,2 %   | (7,8 %)     |

Le secteur de l'industrie manufacturière, des industries extractives et autres est prépondérant sur la commune puisqu'il représente 35,5 % du nombre total d'établissements de la commune (11 sur les 31 entreprises implantées  à Camjac), contre 17,7 % au niveau départemental.

### Agriculture
La commune est dans le Segala, une petite région agricole occupant l'ouest du département de l'Aveyron. En 2020, l'orientation technico-économique de l'agriculture  sur la commune est la polyculture et/ou le polyélevage.
|               | 1988  | 2000  | 2010  | 2020  |
| ------------- | ----- | ----- | ----- | ----- |
| Exploitations | 69    | 51    | 48    | 38    |
| SAU (ha)      | 1 717 | 1 757 | 1 577 | 1 660 |

Le nombre d'exploitations agricoles en activité et ayant leur siège dans la commune est passé de 69 lors du recensement agricole de 1988  à 51 en 2000 puis à 48 en 2010 et enfin à 38 en 2020, soit une baisse de 45 % en 32 ans. Le même mouvement est observé à l'échelle du département qui a perdu pendant cette période 51 % de ses exploitations,. La surface agricole utilisée sur la commune a également diminué, passant de 1 717 ha en 1988 à 1 660 ha en 2020. Parallèlement la surface agricole utilisée moyenne par exploitation a augmenté, passant de 25 à 44 ha.

## Culture locale et patrimoine

### Lieux et monuments
- Église Saint-Pierre de Camjac (Peinture murale de Line et Claude Malespine).
- Église Saint-Jacques-le-Majeur de Frons.
- Chapelle du château du Bosc.
- Le château du Bosc  Inscrit MH (1991)[62] : ancienne forteresse féodale du XIIe siècle. Ce fut la demeure familiale de Henri de Toulouse-Lautrec.
- Jardin d'agrément dit parc du château du Bosc[63].

### Personnalités liées à la commune
- Henri de Toulouse-Lautrec (1864-1901), peintre et lithographe de la fin du XIXe siècle, il habitait au château du Bosc.
- Daniel Crozes (1958), journaliste, historien, romancier, biographe, essayiste, né dans la commune en 1958.

### Héraldique
| Blason de la commune de Camjac | D’azur au bélier d’argent, au chef d’azur soutenu d’or et chargé de trois étoiles du même. |